# 中国共产党全国人民代表大会常务委员会机关党组
中国共产党全国人民代表大会常务委员会机关党组（简称中共全国人大常委会机关党组），由中国共产党中央委员会批准成立。设在全国人民代表大会常务委员会机关。

## 沿革
1954年，第一届全国人民代表大会第一次会议召开，大会通过的《中华人民共和国宪法》将全国人民代表大会确定为最高国家权力机关，闭会期间由全国人民代表大会常务委员会（简称“全国人大常委会”）行使全国人民代表大会的大部分权力。1956年1月，中国共产党全国人民代表大会常务委员会机关党组（简称“中共全国人大常委会机关党组”）成立，全国人大常委会副秘书长兼办公厅主任张苏任党组书记。1956年9月，中共八大通过的《中国共产党章程》规定，在国家机关和人民团体的领导机关中，凡是有担任负责工作的党员三人以上的，应当成立党组；党组必须在一切问题上服从相当的党的委员会的领导。但中共八大以后，由于党的一元化领导以及党委的权力集中日趋严重，在实践中未能坚持中共八大关于党组的规定。1957年下半年以后，在将近10年内，全国人大和全国人大常委会会议均没有按时召开，全国人大工作“徒有虚名，而无其实”。全国人大常委会机关的工作机构及人员不断减少，1957年前工作人员365人，1959年仅余100人。“文化大革命”爆发后，各级党组织纷纷瘫痪。1966年7月7月，第三届全国人大常委会第二十三次会议举行，这也是第三届人大常委会举行的最后一次会议。此后8年零6个月内，全国人大及其常委会未举行过任何会议。
“文化大革命”爆发不久，中共全国人民代表大会常务委员会机关党组（书记武新宇，副书记连贯）、中共最高人民法院党组（书记杨秀峰，副书记吴德峰、王维纲）、中共最高人民检察院党组（书记张鼎丞，副书记张苏）及国务院多数工作部门党组、党委都被迫停止工作。
1969年4月中共九大、1973年8月中共十大通过的《中国共产党章程》都删除了有关党组的规定。1975年1月，第四届全国人民代表大会第一次会议召开，通过了《中华人民共和国宪法》，规定“全国人民代表大会是在中国共产党领导下的最高权力机关”。全国人大常委会开始恢复工作。
“文革”结束后，1977年中共十一大通过的《中国共产党章程》恢复了有关党组的规定，但仅规定：“在国家机关和人民团体中，应设立党组。中央一级国家机关和人民团体的党组成员由党中央指定。地方各级国家机关和人民团体的党组成员由相当的党委指定。”中共十一大后，中央和地方各级国家机关以及人民团体中普遍设立党组。1978年3月，第五届全国人民代表大会第一次会议选举产生了以叶剑英任委员长的第五届全国人大常委会。1978年5月，中共中央设立中国共产党全国人民代表大会常务委员会党组，叶剑英任党组书记，吴德任党组副书记。同时决定设置“中国共产党全国人民代表大会常务委员会办公厅党组”，因为第五届全国人大成立初期还未成立专门委员会，仅设民族委员会、法案委员会、预算委员会、代表资格审查委员会，工作人员最多的是办公厅，约有100人。同年12月，中共十一届三中全会举行，会议公报要求加强社会主义法制。1979年2月，第五届全国人大常委会第六次会议决定成立全国人民代表大会常务委员会法制委员会（1983年改为全国人民代表大会常务委员会法制工作委员会），这是历史上第一次设立协助全国人大常委会立法的工作机构。1979年9月，中共中央决定成立“中国共产党全国人民代表大会常务委员会法制委员会党组”（后改为中国共产党全国人民代表大会常务委员会法制工作委员会党组），以加强中共中央对当时全国人大常委会法制委员会修改宪法工作的领导。1982年9月中共十二大通过的《中国共产党章程》对党组作了很详细的表述。1982年制定的《中华人民共和国宪法》重申了中国共产党对国家政权的领导，并且规定“一切国家机关和武装力量、各政党和社会团体、各企事业组织都必须遵守宪法和法律。”中共十二大之后的第六届全国人民代表大会期间，中共中央继续在全国人大常委会分别设全国人大常委会机关党组、全国人大常委会法制工作委员会党组，分别由全国人大常委会秘书长、副秘书长和法制工作委员会主任、副主任组成，这两个党组分别直接向中共中央负责和请示报告重大问题。
1983年6月至1988年4月，第六届全国人大常委会未设立全国人大常委会党组。这和1980年代初中共中央开始实行“党政分开”有关。1987年，中共十三大将《中国共产党党章》第四十六条“在中央和地方国家机关、人民团体、经济组织、文化组织或其他非党组织的领导机关中成立党组”改成“在中央和地方各级人民代表大会、政治协商会议、人民团体和其他非党组织的经选举产生的领导机关中，可以成立党组。”但撤销了党组的中央和地方国家机关及其他组织中的不少工作难以开展，尤其是1989年政治风波后，党政分开的改革基本停止。1989年8月，中共中央发出《关于加强党的建设的通知》，由此在第七届全国人民代表大会后，恢复设立中国共产党全国人民代表大会常务委员会党组，由身为中共党员的全国人大常委会委员长、副委员长和秘书长组成，党组书记由委员长担任。全国人大常委会党组受中共中央领导，主要职责为：就常委会行使职权中的重大问题向中共中央请示报告；保证中共中央的决策的贯彻落实。此后，中共中央又恢复设立了中国共产党全国人民代表大会常务委员会机关党组，相应撤销了全国人大常委会办公厅党组和法制工作委员会党组。

## 职责
中国共产党全国人民代表大会常务委员会机关党组的任务主要是负责在全国人民代表大会常务委员会机关实现中国共产党的路线、方针、政策，讨论和决定全国人民代表大会常务委员会机关的重大问题，团结非党干部和群众，完成党和国家交给的任务，指导机关和直属单位中国共产党的组织工作。
中国共产党全国人民代表大会常务委员会机关党组在中国共产党全国人民代表大会常务委员会党组领导下工作。

## 历届组成人员
中国共产党全国人民代表大会常务委员会机关党组的书记、副书记、成员由中国共产党中央委员会任命。历届书记、副书记、成员是：

### 中国共产党全国人民代表大会常务委员会机关党组
书记
- 张苏（1956年1月—1962年9月）
- 武新宇（1962年9月—1966年5月）

副书记
- 武新宇（1959年6月—1962年9月）
- 连贯（1963年8月—1966年5月）[4]

成员
（不详）
| 1978年5月至1983年6月： 书记 - 姬鹏飞（1978年5月—1979年9月） - 武新宇（1980年7月—1981年8月） - 杨尚昆（1981年8月—1983年6月） 副书记 - 武新宇（1978年5月—1979年9月；1981年8月—1983年6月） - 曾涛（1979年12月—1983年6月） 成员 （不详） 1984年1月至1988年4月： 书记 - 王汉斌（1984年1月—1988年4月） 副书记 - 王厚德（1985年7月—1988年4月） 成员 （不详） | 1979年9月至1983年9月中国共产党全国人民代表大会常务委员会法制委员会党组： 书记 - 武新宇（1979年9月—1983年9月） 副书记 - 刘复之（1979年9月—1982年4月） - 顾明（1981年3月—1983年9月） - 王汉斌（1981年3月—1983年9月） 成员 （不详） 1984年1月至1988年4月中国共产党全国人民代表大会常务委员会法制工作委员会党组： 书记 - 宋汝棼（1984年1月—1988年4月） 副书记 - 项淳一（1984年1月—1988年4月） 成员 （不详） |

| 书记 - 曹志（1993年6月—1998年3月，秘书长） 成员 - 冯兰明（1993年6月—1998年3月，副秘书长） - 顾昂然（1993年7月—1998年3月，法工委主任） - 王书明（1993年7月—1998年3月，副秘书长） - 郑义（1993年7月—1998年3月，副秘书长） - 刘政（1993年7月—1998年3月，副秘书长） - 于友民（1993年7月—1998年3月，副秘书长） - 苏秋成（1993年7月—1998年3月，副秘书长） - 刘镇（1994年8月—1998年3月，副秘书长） - 周成奎（1997年7月—1998年3月，副秘书长） | 书记 - 何椿霖（1998年3月—2003年3月，秘书长） 副书记 - 王云龙（2002年10月—2003年3月，副秘书长）（正部长级） 成员 - 顾昂然（1998年3月—2003年3月，法工委主任） - 于友民（1998年3月—2003年3月，副秘书长） - 姜云宝（1998年3月—2003年3月，副秘书长） - 刘镇（1998年3月—2003年3月，副秘书长） - 吕聪敏（1998年3月—2003年3月，副秘书长） - 冯兰明（1998年3月—2003年3月，副秘书长） - 苏秋成（1998年3月—2003年3月，副秘书长） - 周成奎（1998年3月—2003年3月，副秘书长） - 师金城（1998年3月—2003年3月2日逝世，副秘书长） - 郭振乾（1998年12月—2003年3月，预算工委主任） |

| 书记 - 王云龙（2003年3月—2005年12月，副秘书长） - 王万宾（2005年12月—2008年3月，常务副秘书长） 成员 - 胡康生（2003年3月—2008年2月，法工委主任） - 刘积斌（2003年3月—2008年2月，预算工委主任） - 乔晓阳（2003年3月—2008年3月，副秘书长） - 姜云宝（2003年3月—2004年10月，副秘书长） - 刘镇（2003年3月—2004年10月，副秘书长） - 周成奎（2003年3月—2004年10月，副秘书长） - 曹卫洲（2003年8月—2008年3月，副秘书长） - 王庆喜（2003年8月—2008年3月，副秘书长） - 李连宁（2004年10月—2008年3月，副秘书长） - 何晔晖（2004年10月—2008年3月，副秘书长） - 孙伟（2004年10月—2008年3月，副秘书长） - 尹中卿（2004年10月—2008年3月，办公厅研究室主任） - 刘振伟（2005年12月—2008年3月，副秘书长） | 书记 - 王万宾（2008年3月—2013年3月，常务副秘书长） 成员 - 李适时（2008年3月—2013年3月，法工委主任） - 朱志刚（2008年3月—10月，预算工委主任） - 乔晓阳（2008年3月—6月，副秘书长） - 曹卫洲（2008年3月—2013年3月，副秘书长） - 王庆喜（2008年3月—2011年4月，副秘书长） - 李连宁（2008年3月—2013年3月，副秘书长） - 何晔晖（2008年3月—2013年3月，副秘书长） - 孙伟（2008年3月—2011年4月，副秘书长） - 刘振伟（2008年3月—12月，副秘书长） - 沈春耀（2008年12月—2013年3月，办公厅研究室主任、副秘书长） - 韩晓武（2008年12月—2013年3月，副秘书长） - 高强（2009年2月—2011年12月，预算工委主任） - 刘水生（2011年4月—2013年3月，副秘书长） - 窦树华（2011年—2013年3月，办公厅研究室主任） - 廖晓军（2011年12月—2013年3月，预算工委主任） - 王金亮（？—2013年3月，机关党组纪检组组长） |

| 书记 - 王万宾（2013年3月—2015年7月，常务副秘书长） - 王晨（2015年7月—2018年3月，秘书长） 副书记 - 信春鹰（2015年7月—2018年3月，常务副秘书长） 成员 - 李适时（2013年3月—2018年3月，法工委主任） - 廖晓军（2013年3月—2016年12月，预算工委主任） - 李飞（2013年3月—2018年3月，副秘书长） - 曹卫洲（2013年3月—2015年7月，副秘书长） - 李连宁（2013年3月—2015年7月，副秘书长） - 何晔晖（2013年3月—2015年7月，副秘书长） - 沈春耀（2013年3月—2018年3月，副秘书长） - 韩晓武（2013年3月—2018年3月，副秘书长） - 刘水生（2013年3月—2016年2月，副秘书长） - 窦树华（2013年3月—2018年3月，办公厅研究室主任、副秘书长） - 王金亮（2013年3月—2018年3月，机关党组纪检组组长） - 张立军（2015年3月—2018年3月，中央纪委驻全国人大机关纪检组组长） - 陈国民（2015年7月—2018年3月，副秘书长） - 古小玉（2015年7月—2018年3月，副秘书长） - 郭振华（2015年7月—2018年3月，办公厅研究室主任） - 刘昆（2016年12月—2018年3月，预算工委主任） | 书记 - 杨振武（2018年3月—2023年3月，秘书长） 副书记 - 信春鹰（2018年3月—2022年6月，常务副秘书长） - 刘俊臣（2022年7月—2023年3月，常务副秘书长） 成员 |

| 书记 - 刘奇（2023年3月—，秘书长） 副书记 - 刘俊臣（2023年3月—，常务副秘书长） |